# (5536) Honeycutt
(5536) Honeycutt est un astéroïde de la ceinture principale d'astéroïdes.

## Description
(5536) Honeycutt est un astéroïde de la ceinture principale d'astéroïdes. Il fut découvert le 23 août 1955 à Brooklyn par l'Indiana Asteroid Program. Il présente une orbite caractérisée par un demi-grand axe de 2,25 UA, une excentricité de 0,09 et une inclinaison de 6,8° par rapport à l'écliptique.
Il mesure 8,7 km de diamètre.

## Satellite
La nature binaire de l'astéroïde a été annoncée le 1er octobre 2016 dans le n°4326 du Central Bureau for Astronomical Telegrams.
Un satellite de 2,7 km de diamètre orbite à quinze kilomètres.

## Étymologie
Cet astéroïde est nommé en l'honneur de Kent Honeycutt (1940-).

## Compléments